# ダウド・ヨルダン
ダウド・ヨルダン（Daud Yordan、1987年6月10日 - ）は、インドネシアのプロボクサー。元IBO世界フェザー級王者。元IBO世界ライト級王者。IBO世界2階級制覇王者。
弟は1つ下で元インドネシアスーパーフェザー級暫定王者のヨハネス・ヨルダン。

## 来歴
2005年8月25日、インドネシアでアンソリー・アンハーと両者にとってのデビュー戦を行い、ヨルダンが初回TKO勝ちを収めた。
2007年5月17日、ジャカルタにてレマン・サリムと空位のWBOアジア太平洋フェザー級ユース王座決定戦を行い、8回KO勝ちで王座獲得に成功した。
2007年7月26日、ファリド・サフィウリムとWBOアジア太平洋フェザー級ユース王座の初防衛戦を行い、3回TKOで初防衛に成功した。
2008年9月13日、ネバダ州ラスベガスのMGMグランド・ガーデン・アリーナでファン・マヌエル・マルケスVSホエール・カサマヨールの前座でフェザー級ランカーだったアントニオ・メザと対戦。タフな相手に右を多用して倒しにかかるもメザはダウンを拒み打ち返す試合になった。試合は判定になり8回2-0（2者が78-74、76-76）の判定勝ちを収めアメリカデビューを飾った。
2009年3月7日、カリフォルニア州サンノゼのHPパビリオンにて後の4階級制覇王者ロバート・ゲレーロとNABO北米スーパーフェザー級王座決定戦を行うも、2回頭がぶつかりゲレーロの右目の上をカットし傷が大きかったためレフェリーが試合を止めノーコンテストを宣告し王座獲得ならず。
2009年6月27日、ロバート・アラニックとWBOオリエンタルフェザー級暫定王座決定戦を行い、2回に2度ダウンを奪うとそのままカウントアウトで王座獲得に成功した。
2009年8月15日、ジャカルタのツイン・プラザ・ホテルにてリッキー・シスムンドと対戦し、10回終了時のシスムンドの棄権により初防衛に成功した。
2010年4月10日、フロリダ州サンライズのバンクアトランティック・センターでアンドレ・ベルトVSカルロス・キンタナの前座で元WBA・IBF世界スーパーバンタム級スーパー王者セレスティーノ・カバジェロと対戦。長いリーチのカバジェロを捕えきれず2回に右アッパーでダウンを奪われた。その後もカバジェロの長いリーチからの強打や防御の攻防術にまんまとはまった。最終12回には左右フック多用で攻めるカバジェロを右ショートフックでぐらつかせるとあわやストップ寸前まで追い詰めたがクリンチで凌がれてチャンスを逃し、12回0-3（2者が108-119、107-120）の判定で完敗。実力者カバジェロに完封されプロ初敗戦を喫した。最大13点差と11点差の大差の敗北でボクシングレッスンを施される形になった。
2010年12月5日、インドア・テニス・スタジアムにてダミアン・デイビット・マルシアーノとWBOアジア太平洋フェザー級暫定王座決定戦を行い、初回レフェリーストップによるTKO勝ちを収め王座獲得に成功した。
2011年4月17日、ジャカルタ・インターナショナル・エキスポにて世界初挑戦。同国人のWBA世界フェザー級スーパー王者クリス・ジョンと対戦した。この試合はインドネシアの国内史上初の同国人同士の世界タイトルマッチになった。試合はヨルダンが積極的に攻めるも、ジョンがブレスやプレッシャーをかけてどんどんロープに追って的確にパンチを当てて主導権を握られる展開になった。その後もジョンの豊富な経験を生かした多彩な戦術に苦戦した。試合は判定になり12回0-3（2者が112-116、111-117）の判定負けを喫し王座獲得に失敗した。
2011年11月30日、オーストラリアでIBOアジア太平洋フェザー級王座を賭けてフランキー・アーチュレタと対戦。初回から積極的に攻めてペースを握り最後はレフェリーストップを呼び込む4回2分2秒TKO勝ちを収め王座獲得に成功した。
2012年5月5日、シンガポールのマリーナベイ・サンズでクリス・ジョンVS木村章司の前座でロレンソ・ビラヌエバと空位のIBO世界フェザー級王座を賭けて対戦。試合は初回にヨルダンが2度目のダウンを喫するも2回にダウンを2度奪い最後はカウントアウト。2回1分6秒逆転KO勝ちを収め、マイナー団体ながらも王座獲得に成功した。
2012年11月9日、マリーナベイ・サンズにてチョイ・ツベンプレフと対戦した。初回から打ち合いでペースを握ると何度もストップ寸前まで追い詰めるが、判定までもつれ12回3-0（119-110、117-111、118-110）の判定勝ち。完封で初防衛に成功した。
2013年4月14日、クリス・ジョンvs細野悟の前座でシンピウィ・ベトイェカと対戦。序盤は打ち合いでペースを握ったものの中盤にかけてベトイェカに反撃されて押し返される展開になった。そして12回打ち合いで消耗したところを右ストレートでダウンを奪われた。最後は連打にさらされてレフェリーが救出。キャリア初のKO負けとなる12回2分12秒TKO負け。2度目の防衛に失敗し王座から陥落した。
2013年7月6日、ダニエル・エドゥアルド・ブリスエラと空位のIBO世界ライト級王座を賭けて対戦。試合は2階級飛ばしてライト級に転向したヨルダンがペースを握り結果12回3-0(117-111、115-113、116-112)の判定勝ちを収めIBO2階級制覇を達成した。
2013年12月6日、オーストラリア・パースのメトロ・シティにてクリス・ジョンの前座でシムポ・タリウェと対戦し。タリウェの10回のホールディングによる減点で差を広げ12回2-1（113-114、117-110、116-111）の判定勝ちを収め苦しみながらも何とか初防衛に成功した。
2014年12月20日、ポンティアナックのパンスマ・スタジアムでロナルド・ポンティージャスとWBOアジア太平洋ライト級暫定王座決定戦を行い、5回KO勝ちを収めWBOアジア太平洋王座の2階級制覇に成功した。
2015年6月6日、スラバヤのDBLアリーナでWBOアジア太平洋暫定王座の防衛とWBOアフリカライト級王座決定戦を兼ねてマクスウェル・アウクと対戦し、12回3-0の判定勝ちを収めWBOアジア太平洋暫定王座の初防衛、WBOアフリカ王座の獲得に成功した。
時期は不明だがこの間にWBOから正規認定を受けWBOアジア太平洋ライト級正規王者となった。
2016年2月5日、ジャカルタのバライ・サルビニ・コンベンション・ホールで加藤善孝と対戦し、9回3-0（87-84、88-84、88-83）の負傷判定勝ちを収めWBOアジア太平洋王座の2度目の防衛に成功した。
2016年6月4日、モンテビデオのレディソン・ビクトリア・プラザでクリスチャン・ラファエル・コリアとWBAインターナショナルライト級暫定王座決定戦を行い、初回こそダウンを奪われたが2回以降は巻き返し10回3-0（2者が97-92、96-93）の判定勝ちを収めた。

## 獲得タイトル
- WBOアジア太平洋フェザー級ユース王座
- WBOオリエンタルフェザー級暫定王座
- WBOアジア太平洋フェザー級暫定王座
- IBOアジア太平洋フェザー級王座
- IBO世界フェザー級王座
- IBO世界ライト級王座
- WBOアジア太平洋ライト級暫定王座
- WBOアジア太平洋ライト級王座
- WBOアフリカライト級王座
- WBAインターナショナルライト級暫定王座